# 2000年夏季残疾人奥林匹克运动会科威特代表团
2000年夏季残疾人奥林匹克运动会科威特代表团是科威特派出的2000年夏季残疾人奥林匹克运动会代表团。获得1枚银牌和4枚铜牌。